# Lynx lynx sardiniae
El lince sardo es una subespecie extinta del lince boreal. Habitó en la isla de Cerdeña en Italia, también se cree que en llegó a habitar en la isla de Córcega.

## Historia
En 1908, Pasquale Mola describió un lince de Nuoro (Cerdeña) como Lynx sardiniae. Su longitud fue de 1 metro, su altura de 35 cm y la cola de 33 cm. Las mejillas tenían unas características realmente especiales y las orejas tenían grandes mechones. El lomo lo tenía rojizo con una franja en la zona dorsal. Los lados eran gris rojizo. La cabeza, el cuello y el hombro, y los flancos con manchas marrones rojizos o grisáceos. En las patas tenía rayas rojizas transversales. La cola tenía una punta negra y tres anillos negros sub-terminales. Esta subespecie tenía también una cabeza con una raya negra en cada lado que comienza en la boca y que pasa desde el ojo al cuello. Las orejas eran rojizas dentro y rojizas afuera, tendiendo hacia el negro. Las partes inferiores y la superficie interior de las patas son de color blanco con un tinte rojizo. Compitieron por el alimento con el zorro sardo. Evidencia de la existencia del lince en la isla nunca se han recogido en tiempos históricos. Por lo tanto, se considera que el informe de Mola no debe considerarse válido por el momento.